# 足立保茂
足立 保茂（あだち やすしげ）は、安土桃山時代から江戸時代初期にかけての武将。福島正則の家臣。

## 生涯
先祖は鎌倉時代に平頼綱によって霜月騒動で滅ぼされた安達氏である。
主君・福島正則は、豊臣秀吉に仕えていたが秀吉死去後、徳川家康に与し慶長5年（1600年）の関ヶ原の戦いで抜群の功績を挙げ、家康から広島城主49万8千石の大封を与えられた。保茂も関ヶ原の戦いでは奮戦し、正則から武勇の士として指領の一刀を贈られている。
元和元年（1615年）、大坂夏の陣の際も従軍するが討死を遂げた。享年47。

## 系譜
山蔭－相継－相國－國重－兼廣－盛長－景盛－義景－泰盛－顕盛－宗顕－時顕－顕高－景保－保顕－憲保－保茂－保宗（美濃国可児郡）－照元－元剛（足立家所蔵系譜より）